# Puerto Siles
Puerto Siles ist eine Ortschaft im Departamento Beni im Tiefland des südamerikanischen Andenstaates Bolivien.

## Lage im Nahraum
Puerto Siles ist der zentrale Ort des Municipio Puerto Siles in der Provinz Mamoré und liegt auf einer Höhe von 138 m an der Mündung  des Río Matucaré am rechten, östlichen Ufer des Río Mamoré, der sich 436 Kilometer flussabwärts mit dem Río Beni zum Rio Madeira vereinigt. Wenige Kilometer westlich der Ortschaft auf der gegenüberliegenden Flussseite liegt die Laguna Las Habras, ein natürlicher See von 11 Kilometern Länge und 9 Kilometern Breite.

## Geographie
Puerto Siles liegt in der Moxos-Ebene, mit über 100.000 km² eines der größten Feuchtgebiete der Erde. Vorherrschende Vegetationsform in der Region Puerto Siles ist die der tropischen Savanne.
Die Temperaturschwankungen sind niedrig, sowohl im Tagesverlauf als auch im Jahresverlauf, die Jahresdurchschnittstemperatur liegt bei über 26 °C, die Monatsdurchschnittstemperaturen liegen zwischen 24 und 29 °C (siehe Klimadiagramm San Joaquín). Der Jahresniederschlag von rund 1500 mm liegt ähnlich den Niederschlägen in weiten Teilen des Alpenraums bei dem Doppelten der über dem Gebiet Mitteleuropas gemittelten Jahresniederschläge. Nur die Monate Juni bis August sind durch eine Trockenzeit geprägt, in der die geringen Niederschläge rasch verdunsten.

## Verkehrsnetz
Puerto Siles liegt in einer Entfernung von 297 Straßenkilometern nördlich von Trinidad, der Hauptstadt des gleichnamigen Departamentos.
Durch Trinidad führt die 1631 Kilometer lange Nationalstraße Ruta 9, die von Yacuiba an der argentinischen Grenze im Süden bis nach Guayaramerín an der brasilianischen Grenze ganz im Norden der Republik führt. Die Ruta 9 führt von Yacuiba aus über Villamontes und Santa Cruz nach Trinidad und weiter über San Ramón und San Joaquín nach Puerto Siles und anschließend weiter über Paraíso und Las Abras nach Guayaramerín. Bei Puerto Siles muss der Río Mamoré auf einer Fähre überquert werden, da es keine Brücke gibt.

## Bevölkerung
Die Einwohnerzahl der Ortschaft ist in den letzten beiden Jahrzehnten um etwa ein Viertel zurückgegangen:
| Jahr | Einwohner | Quelle       |
| ---- | --------- | ------------ |
| 1992 | 300       | Volkszählung |
| 2001 | 279       | Volkszählung |
| 2012 | 225       | Volkszählung |
| 2024 |           | Volkszählung |